# Mia Goth
Mia Goth, właśc. Mia Gypsy Mello da Silva Goth (ur. 25 października 1993 w Londynie) – brytyjska aktorka filmowa i telewizyjna.

## Życiorys
Goth urodziła się w londyńskiej dzielnicy Southwark. Jej matka jest Brazylijką, a ojciec Kanadyjczykiem pochodzącym z prowincji Nowej Szkocji. Jej dziadkiem ze strony matki jest amerykański artysta Lee Jaffe, a babcią ze strony matki jest brazylijska aktorka Maria Gladys. Przez pewien czas mieszkała ze swoją rodziną w Brazylii, a gdy miała pięć lat powróciła z rodziną do Wielkiej Brytanii. Jest absolwentką szkoły średniej w Sydenham.

## Kariera
Zadebiutowała w wieku 16 lat, rozpoczynając wówczas karierę modelki. Została dostrzeżona przez fotografkę mody Gemmę Booth podczas Festiwalu Underage, co zaowocowało podpisaniem kontraktu z agencją Storm Management. Następnie wystąpiła w kampaniach reklamowych takich marek, jak Miu Miu i Prada. Pojawiała się także na okładkach czasopism Vogue oraz Wonderland.
W 2013 zadebiutowała jako aktorka występując w filmie Nimfomanka. W 2016 zagrała w horrorze Lekarstwo na życie w reżyserii Gore'a Verbinskiego. W 2018 wystąpiła w drugoplanowej roli w filmie Suspiria. W 2022 zdobyła nominację w kategorii najlepszej aktorki podczas Katalońskiego Międzynarodowego Festiwalu Filmowego w Sitges. W tym samym roku wcieliła się w rolę Maxine Minx w slasherze zatytułowanym X który spotkał się z uznaniem krytyków.

## Życie prywatne
10 października 2016 wyszła za mąż za aktora Shia LaBeoufa, z którym ma córkę.

## Filmografia

### Filmy
| Rok  | Tytuł                | Rola                       |
| ---- | -------------------- | -------------------------- |
| 2013 | Nimfomanka           | P                          |
| 2015 | Surwiwalista         | Milja                      |
| 2015 | Everest              | Meg Weathers               |
| 2017 | Lekarstwo na życie   | Hannah von Reichmerl       |
| 2017 | Tajemnica Marrowbone | Jane Marrowbone            |
| 2018 | Suspiria             | Sara Simms                 |
| 2018 | High Life            | Boyse                      |
| 2019 | The Staggering Girl  | młoda Sofia Moretti        |
| 2020 | Emma                 | Harriet Smith              |
| 2021 | Mayday               | Marsha                     |
| 2022 | X                    | Maxine Minx, Pearl Douglas |
| 2022 | Pearl                | Pearl                      |
| 2023 | Infinity Pool        | Gabi Bauer                 |
| 2024 | MaXXXine             | Maxine Minx                |
| 2025 | Frankenstein         | Elizabeth Lavenza          |